# Shakhram Giyasov
Shakhram Giyasov est un boxeur ouzbek né le 7 juillet 1993. 

## Carrière
Il remporte la médaille d'argent dans la catégorie des poids welters aux Jeux olympiques d'été de 2016 à Rio de Janeiro en ne s'inclinant qu'en finale contre le boxeur kazakh Daniyar Yeleussinov puis devient champion du monde de boxe amateur à Hambourg l'année suivante.

### Carrière professionnelle

#### Début de carrière

##### Giyasov vs. Velazquez
Le 10 mars 2018, Giyasov a fait ses débuts professionnels contre Nicolas Atilio Velazquez d'Argentine. Giyasov a remporté le combat après avoir mis Velazquez KO avec un crochet du gauche au corps dans la première minute du premier round.

##### Giyasov vs. Gorbics
Le 21 avril 2018, Giyasov a disputé son deuxième combat professionnel contre Gabor Gorbics. Le combat s'est déroulé sur la distance prévue et Giyasov a remporté une décision unanime. Après le combat, il a déclaré : « J'étais trop excité à cause de la foule et je me précipitais pour obtenir un KO. Mais c'était malgré tout une excellente expérience. Je suis confiant que aujourd'hui, je l'arrêterais sans aucun doute ».

##### Giyasov vs. Echeverria
Le 14 juillet 2018, Giyasov a remporté sa deuxième victoire par KO en battant Daniel Echeverria dès le premier round. Giyasov a touché Echeverria avec un puissant coup au corps qui a fait tomber le boxeur mexicain. L'arbitre Raul Caiz Sr a ensuite arrêté le combat malgré les protestations du coin d'Echeverria.

##### Giyasov vs. Mensah
Le quatrième combat professionnel de Giyasov a eu lieu le 17 août 2018 contre Albert Mensah. Au troisième round, Giyasov a réussi à placer une combinaison de coups au corps et à la tête de Mensah, ce qui a envoyé le Ghanéen au tapis. Giyasov a été déclaré vainqueur après que Mensah n'ait pas réussi à se relever avant le compte de dix.

##### Giyasov vs. Laguna
Le 22 septembre 2018, Giyasov a affronté le Nicaraguayen invaincu Julio Laguna en sous-carte du combat entre Anthony Joshua et Alexander Povetkin. Malgré la résistance initiale de Laguna, Giyasov a lentement usé son adversaire avec une série de coups et a mis Laguna KO avec un crochet du droit à la tête au cours du quatrième round.